# Serhij Swystun
Serhij Wołodymyrowycz Swystun, ukr. Сергій Володимирович Свистун, ros. Сергей Владимирович Свистун, Siergiej Władimirowicz Swistun (ur. 14 marca 1962 w Duszanbe, Tadżycka SRR) – ukraiński piłkarz, grający na pozycji napastnika, trener piłkarski.

## Kariera piłkarska

### Kariera klubowa
Wychowanek Internatu Sportowego w Charkowie. W 1980 rozpoczął karierę piłkarską w miejscowej drużynie Metalist Charków. W międzyczasie występował w Majaku Charków. W 1986 bronił barw SKA Kijów, skąd w następnym roku przeszedł do Szachtara Donieck. W 1990 przeniósł się do Lokomotiwu Niżny Nowogród. W 1991 wyjechał do Węgier, gdzie grał w klubach Diósgyőri VTK i Spartacus Nyíregyháza. Latem 1994 powrócił do Ukrainy, gdzie został piłkarzem Naftochimika Krzemieńczuk. Potem występował w klubach Awanhard-Industrija Roweńki, Hirnyk-Sport Komsomolsk i Kremiń Krzemieńczuk. W sierpniu 1999 zakończył karierę piłkarską w drugoligowym zespole Adoms Krzemieńczuk.

## Kariera trenerska
W sierpniu 1999 jeszcze będąc piłkarzem w drugoligowym zespole Adoms Krzemieńczuk objął stanowisko głównego trenera klubu. 6 zwycięstw w 6 kolejkach - taki był początek kariery trenerskiej. Po zakończeniu sezonu 2000/01 przez problemy finansowe klub został rozwiązany. Potem trenował amatorski zespół Atłant Krzemieńczuk. W latach 2004–2008 prowadził odrodzony drugoligowy klub Kremiń Krzemieńczuk. W grudniu 2008 przeniósł się do sztabu szkoleniowego Worskły Połtawa. 15 stycznia 2009 roku został przedstawiony jako główny trener młodzieżowej drużyny Worskły Połtawa. Od 15 sierpnia 2012 pełni obowiązki głównego trenera Worskły Połtawa. 10 czerwca 2013 powrócił do kierowania drużyną rezerw, ale już 25 czerwca 2013 awansował na stanowisko głównego trenera Kreminia Krzemieńczuk. 25 czerwca 2015 został zmieniony na Serhija Jaszczenkę, ale pozostał pracować w sztabie szkoleniowym klubu z Krzemieńczuku. 10 lutego 2020 po raz czwarty stał na czele Kreminia.